# John A. Ferejohn
John Arthur Ferejohn (* 6. Juni 1944 in Deming, New Mexico) ist ein US-amerikanischer Politikwissenschaftler an der New York University.

## Leben und Wirken
John Ferejohn erwarb 1966 am San Fernando Valley State College beziehungsweise an der California State University einen Bachelor und 1972 mit der Arbeit Congressional Influence on Water Resource Politics an der Stanford University einen Ph.D. in Politikwissenschaft, bevor er am California Institute of Technology (Caltech) eine Professur für Social Sciences erhielt. Von 1983 bis 2009 war er Professor für Politikwissenschaft an der Stanford University und Fellow der Hoover Institution. Seit 2009 ist Ferejohn an der New York University. Hier hat er (Stand 2025) eine nach Samuel Tilden benannte Professur für Rechtswissenschaft inne.
Ferejohns wissenschaftlichen Schwerpunkte liegen in der politischen Theorie sowie in der Erforschung politischer Institutionen und politischen Verhaltens. Seine aktuellen Forschungsschwerpunkte sind der amerikanische Kongress, Recht und Rechtsetzung, die Verfassungsgerichtsbarkeit in den Vereinigten Staaten und in Europa, Gewaltenteilung, politische Kampagnen und Wahlen sowie die Philosophie der Sozialwissenschaften.
Ferejohn hat laut Google Scholar einen h-Index von 63, laut Datenbank Scopus einen von 27 (Stand April 2025).
John A. Ferejohn ist verheiratet und hat drei Kinder.

## Schriften (Auswahl)
- Pork Barrel Politics (Stanford University Press, 1974)
- Mit Bruce Cain und Morris P. Fiorina: The Personal Vote (Harvard University Press, 1987)
- Als Herausgeber mit James Kuklinski: Information and Democratic Processes (University of Illinois Press, 1990)
- Als Herausgeber mit Barry Weingast: The New Federalism: Can the States be Trusted (Hoover Institution Press, 1997)
- Als Herausgeber mit Jack Rakove und Jonathan Riley: Constitutional Culture and Democratic Rule (Cambridge University Press, 2001)
- Mit William N. Eskridge: A Republic of Statutes (Yale University Press, 2010)
- Mit Frances Rosenbluth: Forged Through Fire (Norton, 2017)

## Auszeichnungen (Auswahl)
- 1981 Guggenheim-Stipendium[3]
- 1985 Mitglied der American Academy of Arts and Sciences[4][5]
- 1988 Mitglied der National Academy of Sciences[6]
- 2007 Ehrendoktorat der Yale University